# Incendio ferroviario di Tando Masti Khan
L'incendio ferroviario di Tando Masti Khan fu un incendio avvenuto il 27 aprile 2023 quando una carrozza del treno Karachi Express della Pakistan Railways ha preso fuoco nei pressi di Tando Masti Khan, Pakistan, durante il tragitto da Karachi a Lahore, causando almeno 7 morti, tra cui quattro bambini e una donna. Non è ancora conosciuta la causa dell'incendio.

## Contesto
Prima che il treno arrivasse alla stazione di Rohri, le autorità ferroviarie riferirono che l'incendio era scoppiato nello scompartimento della business class. L'autista del treno interruppe il viaggio e iniziò a far evacuare i passeggeri. L'incendio venne spento e le operazioni di salvataggio terminarono. Dopo la separazione della cabina colpita dagli altri scompartimenti, il treno interessato continuò il suo percorso verso Khairpur. Secondo le autorità, una donna sarebbe morta mentre tentava di saltare dal treno per sfuggire all'incendio.
Khawaja Saad Rafique, Ministro delle Ferrovie Federali e dell'Aviazione, commissionò un'indagine sull'evento. La squadra investigativa arrivò a Khairpur per accertare l'origine dell'incendio e qualsiasi potenziale negligenza del governo.

## Reazioni
Il primo ministro provvisorio del Punjab, Mohsin Naqvi, espresse il suo dolore per la perdita di vite umane. Chiese un rapporto al commissario e all'RPO Faisalabad e ordinò di intraprendere un'azione legale contro l'autista responsabile della negligenza che ha portato all'incidente. Il CM diede inoltre istruzioni affinché le migliori strutture mediche fossero messe a disposizione di coloro che erano rimasti feriti nell'incidente.
Parlando dell'incidente durante una sessione dell'Assemblea nazionale, il ministro delle Ferrovie Khawaja Saad Rafique suggerì che potesse esserci stato un sabotaggio. Il ministro promise un'indagine approfondita sull'incidente, che avrebbe rivelato perché la donna aveva dovuto saltare e quanto tempo impiegò il treno a fermarsi. Il ministro sottolineò la necessità che i finanziamenti provinciali aumentassero la sicurezza ferroviaria e le misure di protezione per evitare ulteriori tragedie.